# Mozart de Araújo
José Mozart de Araújo (Guaraciaba do Norte, 25 de janeiro de 1904 — Rio de Janeiro, 23 de junho de 1988) foi um musicólogo, professor, historiador e violonista brasileiro.

## Biografia
Estabeleceu-se no Rio de Janeiro em 1928, a fim de estudar medicina e, lá chegando, passou a frequentar o meio artístico e a pesquisar e analisar documentos sobre a música no Brasil, reunindo uma coleção de manuscritos e edições raras desde o período colonial.
Ocupou diversos cargos públicos ligados à música, como por exemplo o de diretor da Rádio MEC, local onde foi um dos responsáveis pela criação da Orquestra Sinfônica Nacional. Sua publicação mais significativa foi o livro A modinha e o lundu no século XVIII - uma pesquisa histórica e bibliográfica, editado em São Paulo, pela Ricordi Brasileira, em 1963, que desde então se tornou uma obra referêncial no gênero.
Foi presidente do Clube do Choro; membro da Academia Brasileira de Música; Vice- presidente do Conselho Superior de MPB. do Museu da Imagem e do Som, do Rio de Janeiro, museu no qual chegou a ser diretor. No Conselho Federal da Cultura, dirigiu a "Revista Brasileira de Cultura", onde também publicou diversos artigos. Colaborou na edição da "Enciclopédia da Música Brasileira" (Art Ed.), elaborando diversos verbetes: modinha, lundu, choro e chorões, pianeiros e maxixe. Em 1976, foi responsável, ao lado de Ricardo Cravo Albin, pela seleção de repertório dos álbuns "Chorada, chorões e chorinhos" (1976) e "A modinha" (1977), da série "Cantares brasileiros". Nos dois álbuns, foi responsável, juntamente com Albin, pelos textos dos encartes, pela escolha dos arranjadores e dos intérpretes. Os álbuns foram oferecidos como brindes de Natal pela Companhia Internacional de Seguros, naqueles anos. O livro "Rapsódia brasileira", com textos seus publicados na imprensa, foi publicado pela Universidade do Ceará, seis anos após a sua morte. Foi considerado um grande violonista e chorão, apesar de amador. Seu acervo foi adquirido pelo Centro Cultural do Banco do Brasil (CCBB), no começo dos anos 1990.